# Natura 2000-område nr. 7 Rubjerg Knude og Lønstrup Klit
Natura 2000-område nr. 7 Rubjerg Knude og Lønstrup Klit er en naturplan under det fælleseuropæiske Natura 2000-projekt. Planområdet Rubjerg Knude og Lønstrup Klint, har et areal på 292 hektar, og er udpeget som EU-habitatområde, og hele området er en del af en Naturfredning fra 1948 og 1965 på i alt 277 ha .
Området ligger ud til Skagerrak ud for og syd for Lønstrup, ca. 12 vest for Hjørring. Det består af den op til 90 meter høje vandreklit, Rubjerg Knude, der under sin vandring mod øst har tildækket en række bygninger omkring Rubjerg Knude Fyr, så kun fyrtårnet stadig er over sandet. Rubjerg Knude er en klit oven på en op til 50 m høj klint, Lønstrup Klint som strækker sig ca. 13 km fra Harrerenden nord for Lønstrup til Furreby lidt nord for Løkken. I den nordlige del af området ligger Mårup Kirke, der på grund af havets fremrykning, med ca. 1 meter om året, er tæt ved at styrte i havet; Skov-og Naturstyrelsen besluttede så at fjerne mere og mere af kirken og gemme den, og nu står kun ydermurene i 2 m højde tilbage. Dens videre skæbne er endnu ikke besluttet
Klitten bevokset med landets største krat af havtorn, hvor Rødrygget tornskade og andre fugle lever.
Natura 2000-planen er vedtaget i 2011, hvorefter kommunalbestyrelserne
og Naturstyrelsen skal udarbejde bindende handleplaner, som skal sikre
gennemførelsen af planen.
Natura 2000-planen er koordineret med vandplan 1.1 Nordlige Kattegat, Skagerrak.
Natura 2000-området ligger i Hjørring Kommune